# Берчето (Парма)
Берчето (итал. Berceto) је насеље у Италији у округу Парма, региону Емилија-Ромања.
Према процени из 2011. у насељу је живело 1048 становника. Насеље се налази на надморској висини од 809 м.

## Становништво
| 1931. | 1936. | 1951. | 1961. | 1971. | 1981. | 1991. | 2001. | 2011. |
| ----- | ----- | ----- | ----- | ----- | ----- | ----- | ----- | ----- |
| 7.390 | 6.735 | 6.210 | 5.185 | 3.824 | 3.013 | 2.746 | 2.434 | 2.144 |